# ESPN America
ESPN America är en europeisk TV-kanal ägd av det amerikanska sportmediebolaget ESPN som ingår i Walt Disney Company-koncernen. Kanalen visar nordamerikansk sport och sänds i olika versioner runt om i Europa, däribland en i Norden och Sverige. På den svenska marknaden finns även HD-kanalen ESPN America HD och ESPN Classic som visar klassiska sportevenemang dygnet runt.ESPN Classic och ESPN America, sluta sända i Europa, mellanöstern och Afrika 1 augusti 2013.

## Innehåll
Den version som sänds i Skandinavien och Sverige visar baseboll från Major League Baseball. ESPN America visar också amerikansk universitetsidrott som basket och amerikansk fotboll. Sändningarna från NFL ingår dock inte i den skandinaviska feeden av kanalen. Inte heller rättigheterna för ESPN:s populära nyhetsprogram, Sportscenter, är idag clearade för vidaresändningar i Europa och Skandinavien, trots att ESPN gjort flera försök. Kanalen ESPN America producerar inga egna sändningar exklusivt för Europa utan hämtar matcher och program från olika amerikanska och kanadensiska TV-kanaler, till exempel moderkanalerna ESPN, ESPN2 och ESPNEWS i USA men även CBS, CBC, TSN och NHL Network. De amerikanska originalkommentatorerna ligger alltid kvar. ESPN Classic och ESPN America, sluta sända i Europa, mellanöstern och Afrika 1 augusti 2013.

### SportsCenter lanseras i Europa
Sedan den 1 mars 2010 sänder ESPN America en specialproducerad europeisk version av det legendariska sportnyhetsprogrammet SportsCenter. I hemlandet USA visas SportsCenter under flera timmar varje dygn under både primetime och dagtid. Programmet ikoniskt och i det närmaste att jämföra med vad Sportspegeln är för svenska sportfantaster. Ankare är Michael Kim som även ankrar originalversionen. Det 30-minuter långa programmet sänds från ESPN:s studior i USA, fem dagar i veckan , kl 8.00 och 8.30 CET med en uppdaterad version på kvällen kl 23.30 CET. Att en version specialproduceras för Europa har i första hand med rättighetsfrågan att göra. Många av de bilder som ESPN har rättigheter till i USA kan de inte använda på sina europeiska kanaler varför en specialversion måste visas.ESPN Classic och ESPN America, sluta sända i Europa, mellanöstern och Afrika 1 augusti 2013.

### NHL-sändningar i Sverige
Canal digital offentliggjorde under juli 2009 att ESPN America under augusti 2009 kom att inkluderas i Familjepaketet som är operatörens populäraste kanalpaket. Paketplaceringen kom som ett direkt svar på att Viasat offentliggjort att man tar över Canal+ sändningar från NHL och visar dem i kanalen Viasat Hockey. ESPN America finns även i Com hem men ligger där som en à la carte-kanal som väljs styckevis. Com hem erbjuder även systerkanalen ESPN Classic som visar klassiska sporthändelser. Säsongen 2011/2012 tog Viasat över rättigheterna som sänder exklusivt.ESPN Classic och ESPN America, sluta sända i Europa, mellanöstern och Afrika 1 augusti 2013.

## Historia
Kanalen startades den 5 december 2002, och gick tidigare under beteckningen  NASN 2002 fram till 1 februari 2009 då kanalen bytte namn till sitt nuvarande namn efter ett ägarbyte. Den 3 augusti 2009 valde företaget att ersätta sändningarna av ESPN America i Storbritannien med den nya lokala kanalen ESPN UK. Efter protester från publiken lät ESPN meddela att man även i fortsättningen ämnade distribuera ESPN America (tillsammans med ESPN UK och ESPN Classic) till tittarna i Storbritannien. Förändringen påverkade inte sändningarna till Sverige.
I hemlandet USA startade ESPN ursprungligen sina sändningar i den 7 september 1979 som Entertainment and Sports Programming Network, men heter numera bara ESPN utan någon annan innebörd. Moderbolaget ESPN, Inc. driver förutom ESPN även de amerikanska sportkanalerna ESPN2, ESPNEWS, ESPN Classic, ESPNU och spanskspråkiga ESPN Deportes, radiokanalerna ESPN Radio och ESPN Deportes Radio, webbsidan ESPN.com, sportmagasinen ESPN The Magazine och ESPN Deportes La Revista samt olika produktionsbolag. ESPN sköter också sportsändningarna i det amerikanska tv-nätverket ABC, som också har Disney som ägare, under namnet ESPN on ABC. Från och med den 1 mars 2010 finns även kanalen i en HD version som går under namnet ESPN America HD.

## Distribution
ESPN America och ESPN Classic ingår i Canal Digitals Familjepaket sedan den 15 september 2009. De distribueras även av andra svenska operatörer, såsom Com hem och Telia Digital-TV.
Från och med 1 mars 2010 är även ESPN:s HD-kanal ESPN America HD tillgänglig i Sverige via Canal Digital (endast för parabolkunder). Nu finns även HD-kanalen att tillgå för kunder med kabel-tv och tv via bredbandet. Com Hem lanserades kanalen 1 mars 2011.ESPN Classic och ESPN America, sluta sända i Europa, mellanöstern och Afrika 1 augusti 2013.